# Iris hoogiana
Espèce
Classification phylogénétique
L'Iris de Hoog - Iris hoogiana - est une plante herbacée vivace de la famille des iridacées, originaire du Turkestan.
Nom en Russe : Ирис Гуга

## Description
Elle dispose d'un rhizome, mais qui a tendance à se contracter vers une forme bulbeuse : il s'agit en fait d'une espèce intermédiaire entre les iris rhizomateux et les iris bulbeux.
La floraison, de courte durée, a lieu d'avril à mai. La fleur, de couleur lavande prononcée, comporte trois grands sépales avec une crête jaune et trois pétales de plus petite taille.
Cette espèce compte 44 chromosomes.

## Historique
En 1913, l'horticulteur néerlandais de Haarlem, C. G. van Tubergen, envoie des rhizomes d'iris en provenance du Turkestan à William Rickatson Dykes, qui, en remerciement, dédie cette espèce à ses neveux, les frères Hoog, qui ont pris sa succession.

## Distribution
Cette belle espèce d'iris est originaire du Turkestan : Kazakhstan, Kirghizistan, Ouzbékistan, Tadjikistan et Turkménistan.
Elle est assez répandue en culture horticole et de nombreuses pépinières la commercialisent avec des obtentions en nombre dont :
- Iris hoogiana 'Alba'
- Iris hoogiana 'Bronze Beauty'
- Iris hoogiana 'Purpurea'

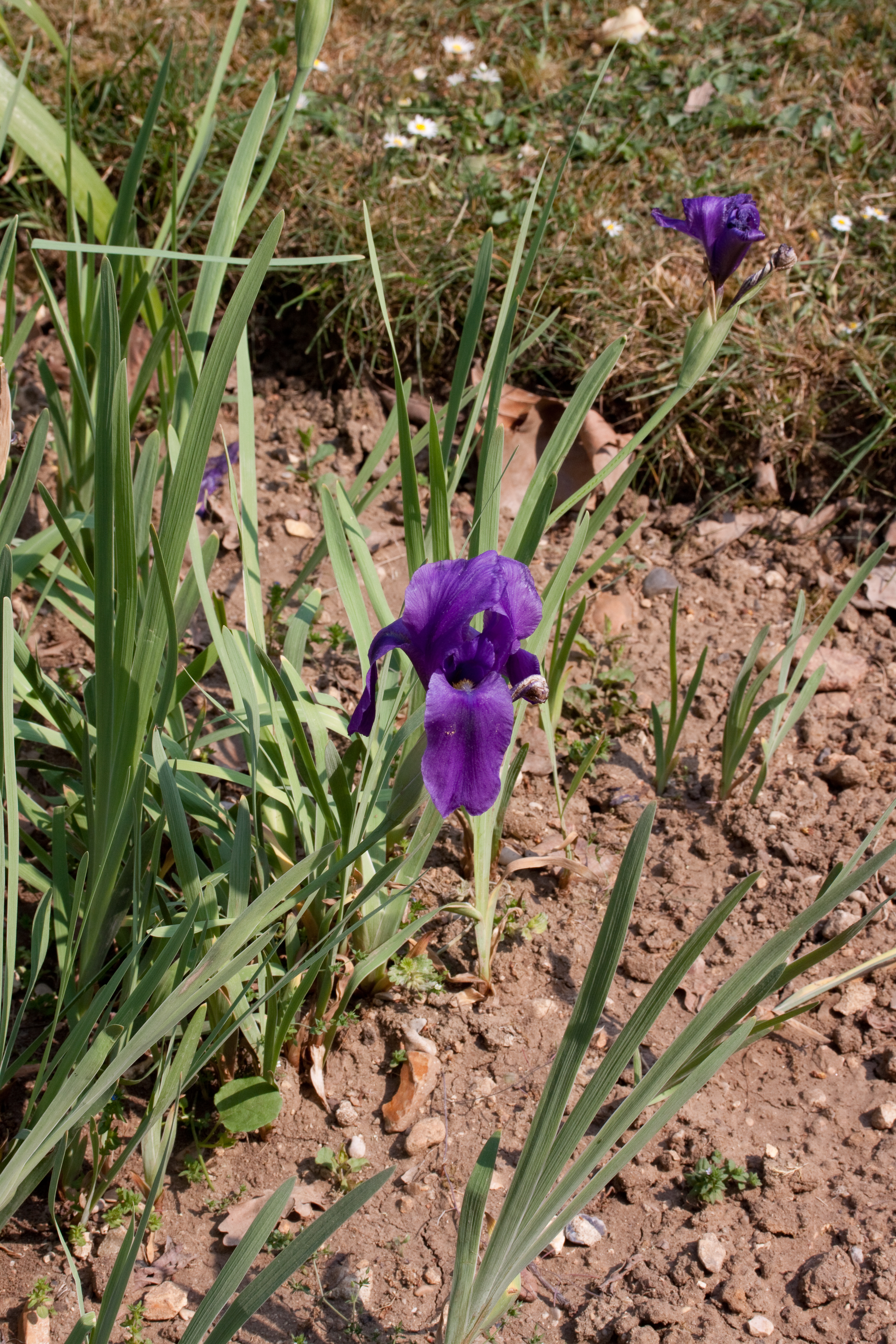
Fleur d'Iris hoogiana